# Piazza Matteotti (Gênes)
Pour l’article homonyme, voir Piazza Matteotti (Naples).

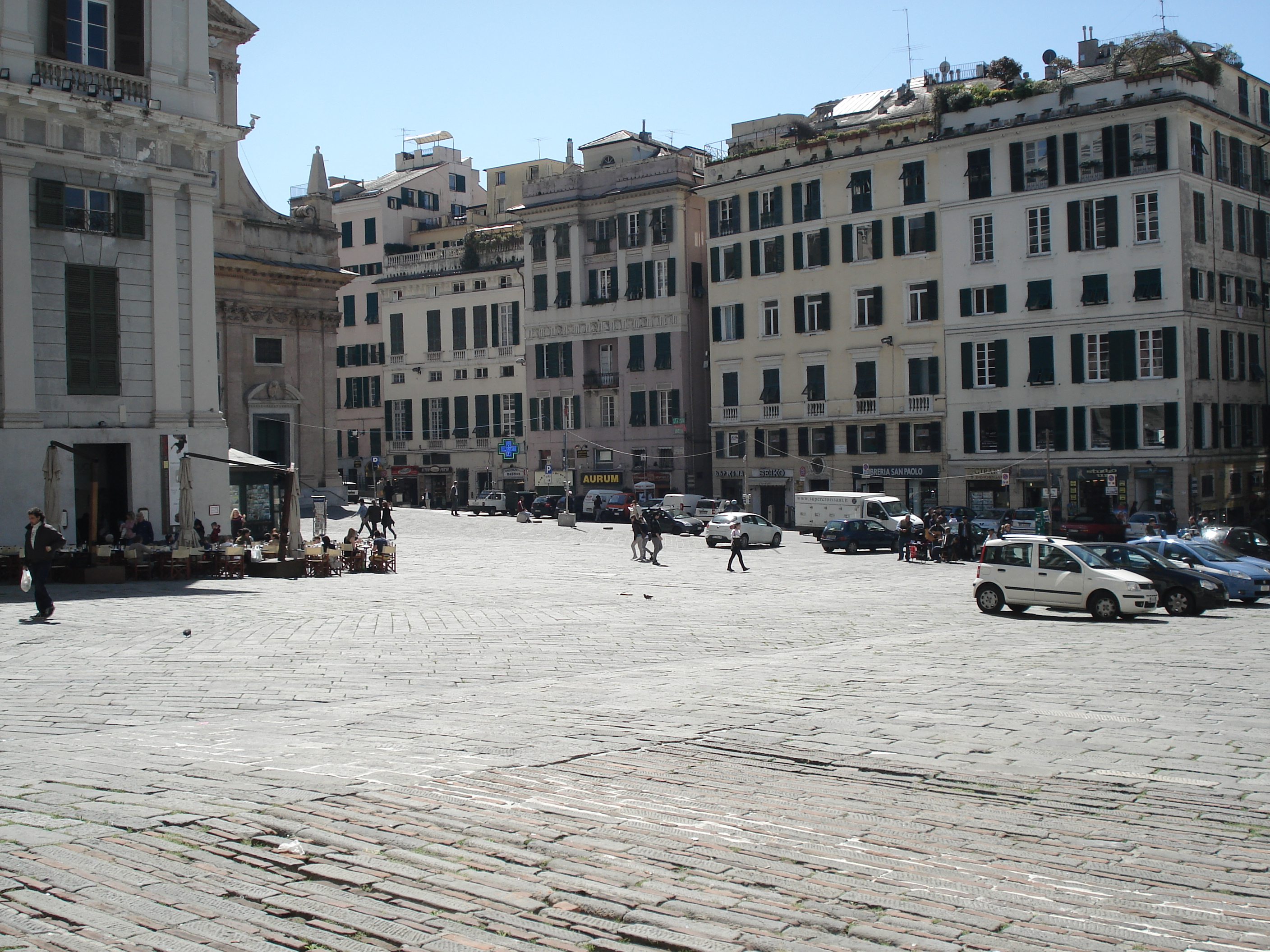
Piazza Matteotti vue de l'entrée du Palazzo Ducale.

La Piazza Matteotti est l'une des places principales de Gênes. Situé à côté de l'emblématique Piazza De Ferrari, elle se trouve en bordure du centre historique et à quelques dizaines de mètres de la cathédrale San Lorenzo. Le Palazzo Ducale, l'église du Gesù et le palais de l'archevêque la bordent.

## Description

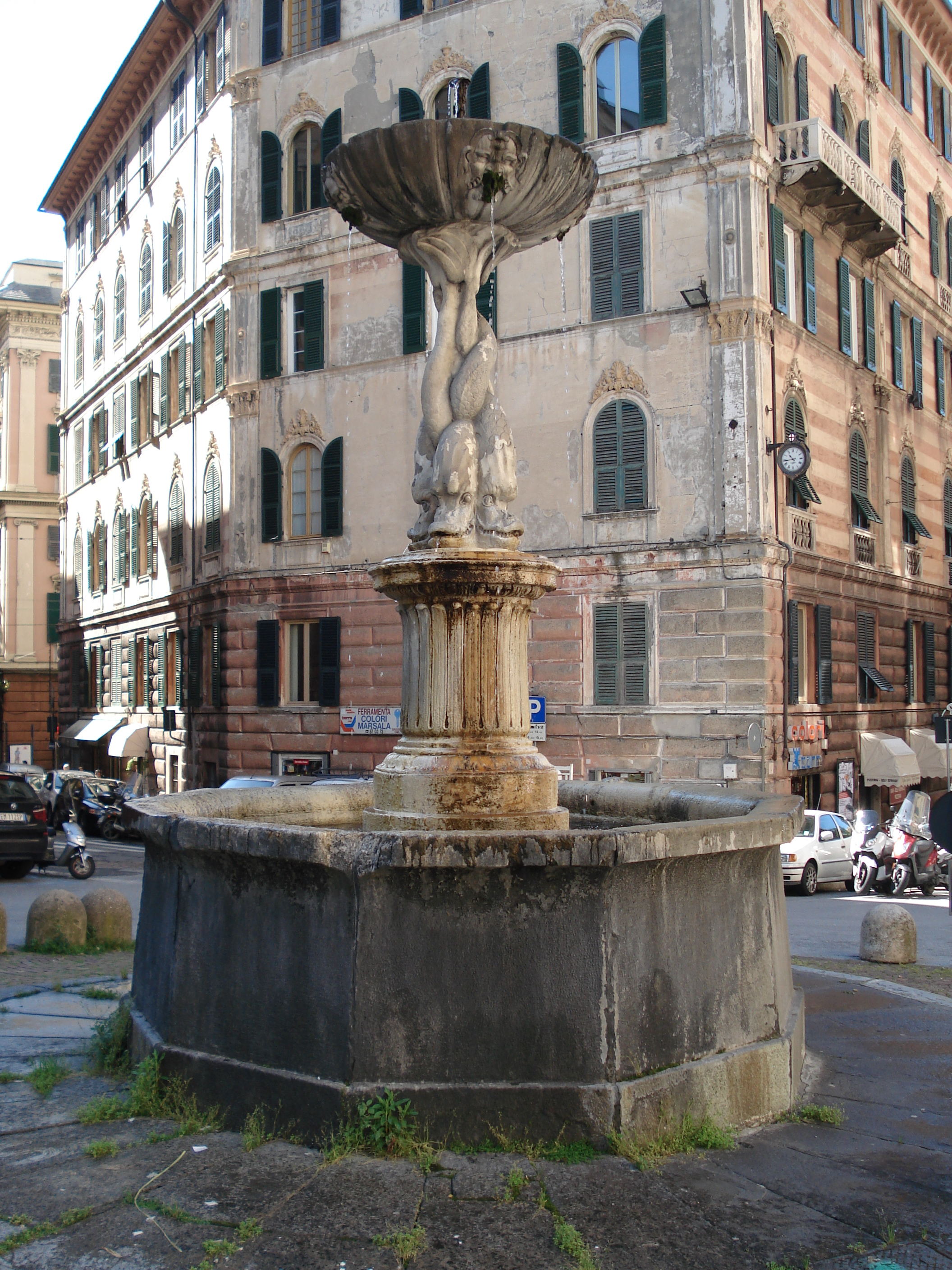
La fontaine de la Piazza Marsala, qui se trouvait autrefois sur la Piazza Matteotti.

La place est en forme de T, dont le côté nord est entouré des ailes latérales du Palais Ducal, dont l'entrée principale s'ouvre sur la place. Au nord-ouest, à côté du palais de l'archevêque, la via San Lorenzo mène à la cathédrale du même nom, tandis qu'au sud-est, la via di Porta Soprana longe l'église du Gesù et permet d'atteindre l'ancienne porte d'entrée des remparts de la ville. À l'est, la courte Via Pietro Boetto relie la place à la Piazza De Ferrari adjacente, l'emblème de la ville, tandis qu'à l'ouest, l'étroite Salita Pollaioli serpente à travers les maisons du centre historique. Le côté ouest de la place est une zone de circulation automobile restreinte tandis que la partie restante, piétonne, accueille périodiquement des foires et des marchés,.

## Histoire
La zone de l'actuelle Piazza Matteotti était habitée à l'époque romaine, comme en témoigne la découverte lors de campagnes de fouilles à partir de 1975 d'une domus romaine datant du Ier siècle av. J.-C. La villa a subi quelques modifications au cours des Ier et IIIe siècles apr. J.-C. et a probablement été utilisée jusqu'au VIIe siècle. Une épigraphe dédiée à Fortuna Redux a également été trouvée dans les fouilles, appartenant probablement à un bâtiment ou à un monument religieux existant dans la région à l'époque romaine.
La place a été créée à l'origine en 1527 en nivelant la zone entre le côté sud du Palais Ducale, et le Carrubeus Ferrariorum, où se trouvaient plusieurs échoppes et boutiques. L'espace ainsi créé prit le nom de Piazza Nuova di Ferreria et fut dotée d'arcades sous lesquelles se trouvaient boutiques et échoppes. Il y avait aussi une fontaine sur la place, qui a ensuite été déplacée devant l'église de San Domenico. La place a pris sa forme actuelle en T dans les années 1840 lorsque la cortina qui fermait les ailes latérales du Palais Ducale a été démoli. Au début du XXe siècle, elle a été rebaptisée Piazza Umberto I en l'honneur du roi d'Italie, mais en 1944, le gouvernement de la république de Salò a décidé de la renommer Piazza Ettore Muti. Seulement un an plus tard, la place a de nouveau changé de nom, et a finalement été nommée en hommage au politicien socialiste Giacomo Matteotti.

## Bâtiments

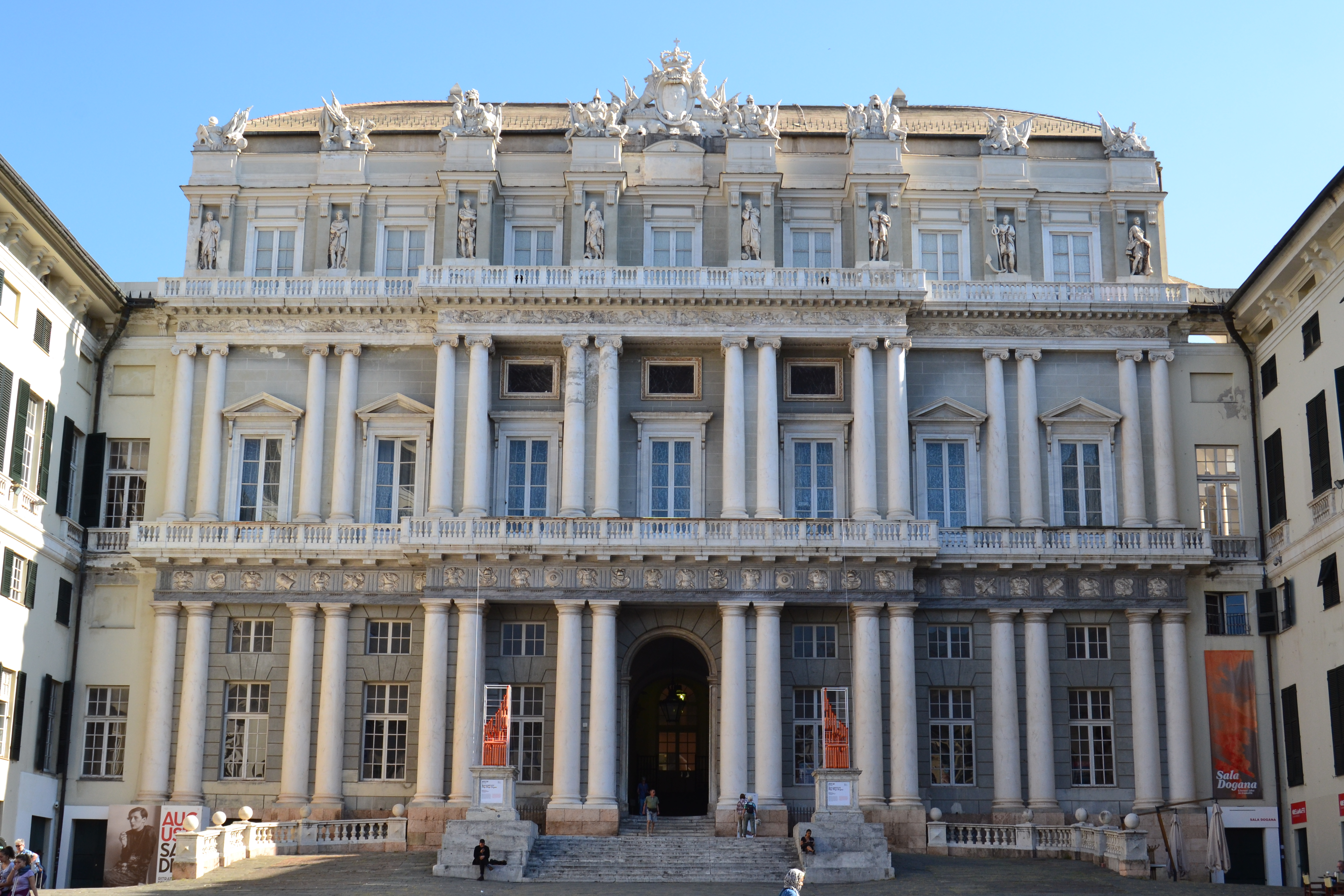
Le Palazzo Ducale vu de la Piazza Matteotti.

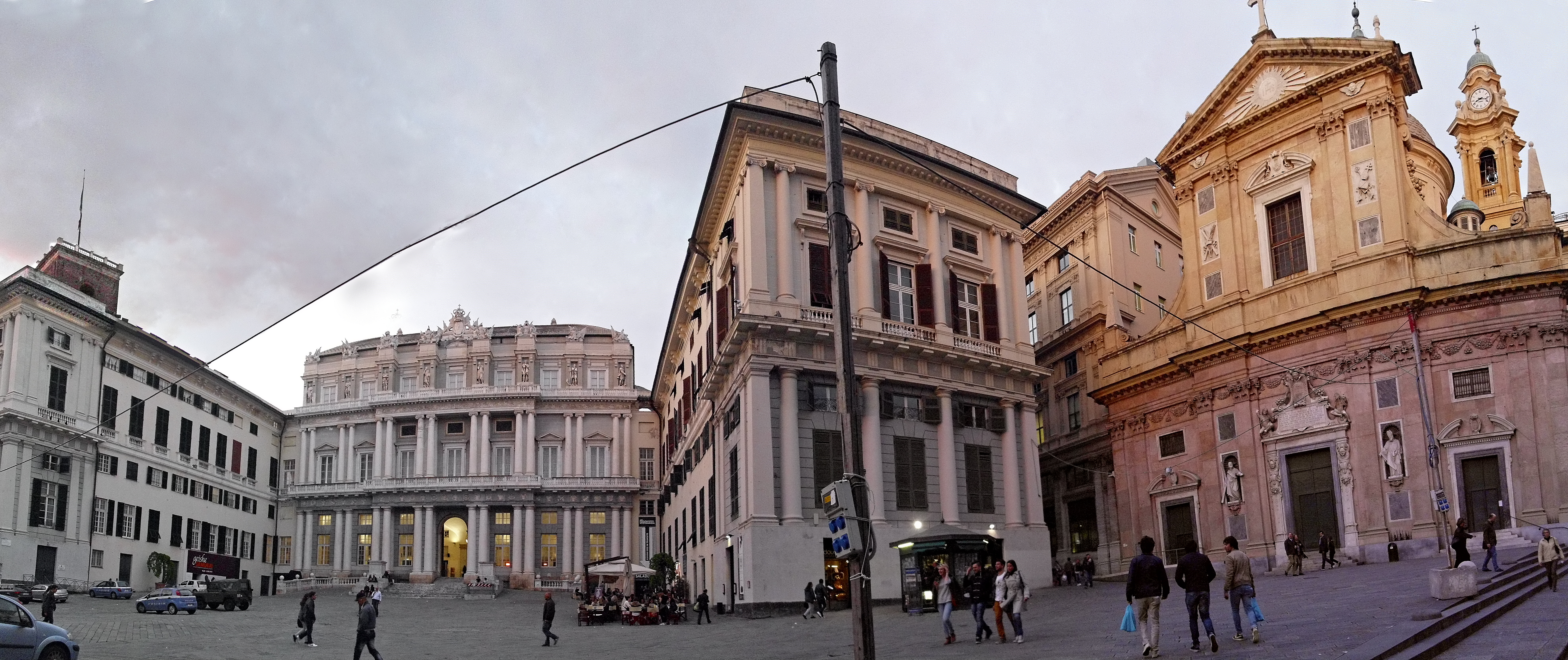
Piazza Matteotti : à gauche le Palazzo Ducale, à droite la façade de l'église du Gesù.

Palazzo DucaleTout le côté nord-est de la place est occupé par le Palazzo Ducale, autrefois siège du doge et du gouvernement de la république de Gênes. La façade néoclassique, au centre de laquelle se trouve l'entrée principale du bâtiment, a été construite en 1778 par l'architecte Simone Cantoni après qu'un incendie l'année précédente avait endommagé les étages supérieurs du bâtiment et la façade elle-même. Les ailes latérales, qui entourent la place, ont été modifiées en 1861 par l'ingénieur Ignazio Gardella senior
Église du GèsuSur le côté sud-est de la place surplombe l'église des saints-Ambroise-et-André, communément appelée simplement église de Jésus. Le bâtiment a été construit dans sa forme actuelle en 1569, même si la façade date du XIXe siècle. À l'intérieur se trouvent des œuvres de Rubens, Domenico Piola, Giovanni Carlone et Giovanni Battista Carlone.
Palazzo ArcivescovileSitué au nord, avec l'accès au début de la Via Tommaso Reggio, il a été construit vers 1530 sur une conception de l'architecte Domenico Caranca, et avait initialement son accès principal depuis la Salita dell'Arcivescovado à proximité. L'entrée principale a été déplacée sur la Piazza Matteotti au milieu du XIXe siècle à la suite de la démolition de la cour qui fermait les ailes latérales du palais ducal. À la suite des dommages subis pendant la Seconde Guerre mondiale, le bâtiment a été reconstruit et surélevé, atteignant son aspect actuel. A l'intérieur, une salle avec des fresques de Luca Cambiaso est remarquable,.